# Municipio de Jocotán
Municipio de Jocotán är en kommun i Guatemala.   Den ligger i departementet Departamento de Chiquimula, i den sydöstra delen av landet, 120 km öster om huvudstaden Guatemala City.
Följande samhällen finns i Municipio de Jocotán:
- Jocotán